# 콜 오브 듀티 4: 모던 워페어
《콜 오브 듀티 4: 모던 워페어》(영어: Call of Duty 4 : Modern Warfare)는 인피니티 워드에서 개발하고 액티비전에서 발매한 마이크로소프트 윈도우, 엑스박스 360, 플레이스테이션 3, 닌텐도 DS 기반의 1인칭 슈팅 게임이다. 콜 오브 듀티 시리즈의 4번째 작품이자, 후속작인 콜 오브 듀티 : 모던 워페어 2, 콜 오브 듀티 : 모던 워페어 3와 함께 제2차 세계대전이 아닌 현대 시대를 배경으로 하는 작품이다.

## 시나리오

### 프롤로그

#### 승무원 사살
프라이스 대위의 명령에 따라 적의 배에 침입하여 문서를 빼내지만 적군의 미그 기가 배를 공격한다. 배가 침몰하기 전 갑판 위에까지 올라와 헬리콥터에 점프해 탑승한다. 그리고 늦게 온 소프는 아슬아슬하게 건너뛰지만 미끄러져 떨어질 뻔하는걸 프라이스 대위가 구해준다. SAS 대원들의 빠르고 신속한 작전수행이 돋보인다.

#### 쿠데타
비슷한 시간, 중동 국가의 대통령인 알 푸라니가 반란군인 칼레드 알 아사드에게 처형당한다. 이 미션은 오프닝 크레딧이라고 할 수 있으며 여기서는 알푸라니 대통령의 시점으로 플레이하게 되고 시점만 컨트롤 할 수 있다.
이 미션에서 주요인물이 될 만한 이므란 자카예프가 칼레드 알 아사드를 지원해준다는 사실과, 이후 이므란 자카예프와 관련된 임무가 있다는 복선을 넣어주는 미션이다.

### 1막

#### 정전 (블랙아웃)
'승무원 사살' 미션에서 도움을 준 니콜라이가 국수파에게 붙잡혀 있다. 그를 구하기 위해 카마로프 병장과 연합하여 그를 구하려 하지만, 카마로프가 계속 도움만 받으려 하고 시간을 끌자 화가 난 가즈가 카마로프에게 위협을 가하고 위치를 알아낸 S.A.S가 직접 니콜라이를 구한다. 니콜라이는 'Backlot' 미션에서 생포되었다. ('Backlot' 미션은 '블랙아웃' 미션 전의 이야기를 다룬 팬의 커스텀 맵. 반란군의 시점으로 미 해군 수색대를 격파하고 니콜라이를 생포한다. 따로 맵을 설치한 후 플레이가 가능하다.)

#### 찰리는 파도를 안 탄다
새로운 주인공 폴 잭슨 (Paul Jackson, 미해병대 (U.S.M.C) 소속)이 등장한다. 헬기 상륙으로 시작한다. 칼레드 알 아사드를 잡기 위해 그의 목소리가 흘러나오는 방송국에 침투하지만, 사실은 녹화된 방송에서 흘러나오는 음성이었고, 미 해병대는 허탕을 치게 된다.

#### 수렁
늪에 빠진 에이브람스 탱크 '워피그'를 구출하는 미션. 탱크를 지키면 바스케즈 소위가 다음 미션을 전달한다. 이 미션은 콜 오브 듀티 4: 모던 워페어의 데모 판으로 소개 되기도 하였다.

#### 고비
'블랙아웃' 미션에서 사령부로 가던 헬기가 스팅어 미사일을 맞고 추락한다. 주인공과 프라이스 대위, 가즈 등 중요 인물은 생존하지만 조종사를 포함한 다른 인물은 즉사한다. 이후 적 헬기의 공격을 받으며 전진하다가, 적의 헛간에 있던 스팅어 미사일로 헬기를 제거한다. 그리고 AC-130 건쉽의 지원을 받으며 빠져나오게 된다.

#### 공중 사살(공중 에서의 죽음)
고비 바로 다음으로 이어지는 미션. 플레이어는 소프가 아닌 AC-130 사수로 플레이하게 된다. 플레이어는 AC-130 건쉽으로 S.A.S를 지원해야 한다. S.A.S.가 안전하게 빠져나오도록 돕는 미션이다.

#### 워피그
에이브람스 전차 '워피그'와 함께 빅버드에 탑승하기 위해 길을 여는 미션. 적의 탱크를 워피그가 파괴한 후 미 해병대는 기쁨에 찬 환호를 지르고 귀환한다.

#### 충격과 공포
승승장구하던 미 해병대는 알 아사드가 중동의 왕궁에 숨어있다는 소식을 듣고 달려갔으나 알 아사드는 이므란 자카예프의 도움으로 러시아에 있었다. 핵폭발 위험경고를 받고 귀환하던 도중 코브라 조종사 두 명이 꼬리 날개 부분을 피격당해 격추된다. 그 조종사를 구출하기 위해 소대가 가서 코브라 조종사를 구하긴 하지만, 알아사드가 자국에서 핵미사일을 폭발시키고 중동 수비군은 전멸, 미 해병대 3만명이 사망하는 결과를 초래하게 된다.
이 임무에서는 그릭스 하사가 잭슨 병장과는 다른 소대에 편입되어 그릭스 하사는 나오지 않는다.

#### 잔해
폴 잭슨 병장이 핵폭발로 죽기 전까지의 상황을 플레이할 수 있다. 핵폭발로 만들어진 버섯구름의 묘사가 인상적이다.
아이들의 웃음소리를 놀이터에서 들을 수 있다.
한 가지 흥미로운 점은 잔해 근처들을 잘 살펴보면 바즈케스 중위와 이전 미션에서 구출했던 코브라 헬기 조종사의 시신이 놓여있다는 것이다.

### 2막

#### 은신처
러시아 초 국수파의 동맹이자 중동 반란군 지도자 알아사드를 찾아내는 미션이다.러시아 보수당 헬기의 호위를 받으며 알아사드를 발견하면 프라이스 대위가 알 아사드를 죽이게 된다. 모던워페어 미션들 중 가장 어려운 미션의 하나.

#### 위장 완료
15년 전 프라이스의 기억을 회상하는 미션. 당시 중위Lieutenant(영국 기준)였던 프라이스는 맥밀란 대위와 함께 최악의 원자력 발전소 사고로 유명했던 체르노빌 부근에 위치한 프리피야트에서 자카예프의 무기 암거래가 있다는 정보를 정보국에서 입수를 한다. 영국정부는 S.A.S에 자카예프의 저격을 명하고, 프라이스는 맥밀란 대위와 함께 자신의 위치를 적에게 발각당하지 않으면서 자카예프를 저격할 수 있는 호텔로 향한다. 이 미션에서도 호텔 근처에 다다르기 전 광장근처 큰 건물 안을 지날때 아이들의 웃음소리를 들을 수 있다.

#### 원 샷 원 킬
3일간 호텔에서 자카예프를 기다리던 프라이스와 맥밀란은 자카예프가 협상할 때 자카예프의 팔을 날려버리면서 맥밀란은 자카예프가 과다출혈로 사망할 것이라는 예상을 하고 도망치기 시작한다. 도망치던 중 수많은 적들을 죽이고, 적군의 헬기를 격추. 후에 격추된 헬기가 맥밀란쪽으로 떨어진후 맥밀란은 다리에 부상을 입는다. 이 시점부터 프라이스가 맥밀란 대위를 업고서 이동해야만 한다. 맥밀란 대위를 업고있을 때는 칼, 수류탄을 포함한 모든 무기를 쓸 수 없으며 후에 나타나는 적들을 제거하기 위해선 맥밀란 대위를 땅에 앉혀놓은후 적을 공격 가능하다. 후에 공터에서 프라이스와 맥밀란은 아군의 헬기가 올 때까지 적들의 공격을 막다가 귀환하는 데 성공한다. 이 미션에서 자카예프를 죽일 수 있다는 루머가 있었으나 머리를 맞혀도 자카예프는 팔이 잘린다.

#### 열기 (열)
다시 소프 맥태비시 병장의 시점. 은신처 미션이 끝난 8시간 후를 배경으로 시작된다. 부비트랩과 미니건 등으로 초 국수주의자들을 막아내고 헬기 도착 지점인 농장을 사수한다. 하지만 그 지역 주변에는 지대공 유도 미사일이 많이 포착되어 헬기가 공격당할 위험을 감수하기 위해 은신처 미션이 시작했던 곳으로 내려가라는 지령을 받는다. 그 순간 해리어 전투기의 공습지원을 받게 되고 S.A.S팀은 우여곡절 끝에 탈출하게 된다.

#### 아버지의 죄
이므란 자카예프의 아들인 빅토르 자카예프를 생포하기 위한 미션이다. 러시아 보수당원들과 협동하여 초소를 지키고 있던 적을 모두 사살한 후, 맥태비시 일행은 적군의 복장으로 갈아입고 자카예프의 아들을 기습하여 체포하기 위해 매복한다. 기습에는 성공하지만, 자카예프 아들은 혼전 속에 달아나게 되고, 프라이스 일행은 아들을 추격한다. 결국 한 건물의 옥상까지 추격했지만, 자카예프 아들은 생포되기 직전 권총으로 자살을 한다.

### 3막
= 최후의 결말 =(리마스터기준:최후통첩)
발사 기지를 점령한 이므란 자카예프가 핵 발사 경고 메시지를 미국과 영국에게 보내고, ICBM 발사 기지에 침투하던 도중 그릭스 하사가 낙오되어 초 국수주의자들에게
생포된다. 맥태비시 일행은 그를 찾은 뒤, 미 해병대가 전기가 흐르는 철책을 통과하는 것을 돕기 위해 C4로 송전탑를 파괴하여 15초 간 전기를 끊어 미해병대가 안전하게 철책을 통과. 많은 적을 죽이면서 발사 기지의 입구에 오게되고, 철책을 통과해 들어온 미군의 저격팀과 합류한다. 그리고 자카예프가 경고한 2개의 미사일이 발사된다.

#### 올인
미사일의 발사를 중지시키기 위해 프라이스 일행은 미사일 관제소에 잠입한다. 그리고 적의 지원군이 도착하기 전에 대형 환풍구 3개를 뜯고 들어간다. 환풍구로 향하기전 그 곳을 지키고 있는 장갑차들을 C4로 파괴하면서 전진해야한다.
이 2개의 핵미사일은 미국의 동부 해안 도시들로 향하는 중이다.

#### 작전실 내 전투 금지
15분 후에 핵미사일이 동부 해안에 떨어진다. S.A.S 대원들과 미해병대들은 핵미사일을 막기 위해 15분 안에 가로막는 적들을 해치우고 핵미사일 해체 암호를 입력하여 미국 시민의 4800만명의 목숨을 살리게 되며 핵미사일이 떨어지는 것을 막는다.

#### 게임 끝
초국수주의자들로부터 도망가기 위해 트럭에 탄 채 S.A.S와 U.S.M.C 연합부대의 미션이 시작된다. 교전 도중 하인드 헬기가 나타나 소프가 RPG-7으로 하인드를 요격하려 하지만 실패하고(아무리 쏴도 맞지 않으며 치트를 이용해 맞춘다고 해도 격추되지 않는다) 하인드가 교각을 파괴함으로써 끝까지 싸우다가 하인드가 뒤에 있는 유조차를 터뜨린다.
프라이스, 가즈, 그릭스, 소프와 그외 살아남은 S.A.S 대원들 중 소프와 프라이스를 제외하고 모두 사망하게 된다. 그릭스는 소프를 지키다가 가슴에 총탄을 맞아 죽고, 가즈는 자카예프에게 확인사살 당한다. 그 외에 다른 대원들은 자카예프의 호위군에게 확인사살을 당한다. 그 후 자카예프가 소프마저 죽이려 할 때 러시아 보수당 군의 헬기가 적의 하인드 헬기를 격추시키고 자카예프는 보수당 군의 헬기를 격추하는데에 관심을 돌린다 이 때, 프라이스 대위가 건네준 권총(M1911 .45)으로 소프가 자카예프와 그의 양쪽에 있는 병사들을 사살한다. 소프는 러시아 보수 당원인 카마로프에 의해 구출되고 이것으로 콜 오브 듀티 4 : 모던워페어의 정규 미션은 막을 내린다.

### 에필로그/마일하이 클럽
비행기 내부에 침입해 러시아 초국수파 테러범들을 소탕하고 고위급 인질을 구출하는 미션이다.
프라이스 대위의 모델이 된 존 매컬리스(John MCAleese)가 실제로 겪은 일이라 한다.

## 주요인물

### S.A.S (Special Air Service)
- '소프' 맥태비시 병장('Soap' MacTavish) : S.A.S 22연대의 신병. 작중 주인공. 플레이어의 선택에 따라 잠입 액션을 펼치는 소프가 될지, 람보가 되는 소프가 될지 정할 수 있다. 작전 내내 프라이스 대위의 명령에 시키는 것을 다하는데, 결국 가즈나 그릭스도 그에게 모든 것을 시키게 된다. 마지막까지 살아남아서, 콜 오브 듀티 : 모던 워페어 2의 대위가 되었다. (여담으로 Soap여서 유저들 사이에서 비누로 불리기도 한다.) 이후, 모던워페어2와 모던워페어3에서는 Task Force 141에서 활동한다. 하지만 모던워페어3에서 마카로프가 설치한 폭탄에 의해 중상을 입고 사망한다.
- 존 프라이스 대위(Cpt. John Price) : S.A.S 22연대의 대위. 부하들에게 존경과 신임을 받고 있는 인물, 콧수염과 턱수염은 그의 트레이드 마크이다. 작중 내내 하는말은 "소프, 스팅어 미사일을 가져와" "소프, C4를 설치해라" "소프, BMP를 파괴해라"처럼 소프 (주인공)에게 명령을 많이 하며,(하지만 승무원 사살 미션 때를 봐도 그렇듯이 소프를 도와주는 경우가 있다.) 맥밀란의 영향을 받아서인지 "그는 내 거야.(He's mine.)"라는 말을 사용하기도 한다. 프라이스라는 이름을 가진 대위는 인피니티 워드가 제작한 모든 콜 오브 듀티 시리즈에 등장하는 것으로 유명하다. 그래서 시간을 달리는 대위 라고도 한다. 호출부호는 브라보6다
- 가즈 (Gaz) : S.A.S 22연대. SAS에서 프라이스 대위가 고용한 스페셜리스트로 계급은 알 수 없다. (유일하게 이름에 계급이 나오지 않지만 소프에게 명령을 하고 프라이스에게 명령을 받는 것으로 보아 하사에서 중위 사이로 추정된다) 소프를 아끼는 S.A.S의 부대원이지만. 나중에는 소프에게 이것저것 시킨다. Gaz 라는 이름은 신문기자라는 뜻이 있어 가즈가 기자라는 설도 있고 그냥 별명이란 설도 있다. 항상 머리에 쓰고 있는 유니언 잭이 그려진 모자가 인상적이다. 미션 마지막에 이므란 자카예프에게 죽임을 당한다. 호출부호는 브라보5다
- 맥밀란 대위 (Captain.MacMillan) : 15년전 프라이스가 중위였을 때 프라이스와 같이 이므란 자카예프 암살 임무를 수행했던 직속상관. 위장 완료 미션에선 훌륭한 리드로 어려울 때마다 어떻게 해야 할지를 설명한다. 원샷 원킬에서 헬기를 추락시키나 그 헬기에 깔려 다리를 다쳐 부상당하게 된다. 또한, 모던워페어3에서 베이스플레이트로 나와 프라이스와 통신으로 재회하게 되는데 목소리만 출연한다.

### USMC (United States Marine Corps)
- 폴 잭슨 병장 (Sgt. Paul Jackson): U.S.M.C 측의 주인공.'찰리는 파도를 안 탄다', '수렁', '워 피그', '충격과 공포', '잔해' 미션을 진행한다. '충격과 공포' 미션에서 핵폭탄 폭발로 인해 잭슨이 타고 있던 헬기가 추락하고, 숨이 끊어지지 않은 잭슨은 '잔해' 미션에서 숨을 거두게 된다.(KIA) 잭슨의 사망원인은 '후폭풍으로 인한 추락사'이다. 그덕에 잭슨병장이 헬기추락후 마지막 1분정도를 더 살 수 있었던 것이다.
- 바스케즈 중위 (Lt. Vasquez) : U.S.M.C의 중위. 해병대 장교로서 맡은바 임무를 충실히 수행한다. 체격이 꽤 큰 편. 잭슨과 같이 "충격과 공포" 미션에 참여했다 추락사 한다.
- 그릭스 하사 (SSgt. Griggs) : 역시 U.S.M.C 소속으로 잭슨과 바스케즈 소위와 같은 부대이다. 하지만 '충격과 공포' 작전에 참가하지 않아 살아남고(여러 가지 설이있음), '열' 미션에서부터는 S.A.S와의 합동작전에 투입된다. 그릭스 하사도 '게임 끝' 미션에서 주인공인 소프를 구하려다 머리에 총을 맞고 사망한다.

### 러시아 보수당원
- 니콜라이(러시아어: Nikolai) 니콜라이는 코드네임이다. 본명은 알 수 없으며, '승무원 사살' 미션의 첩보를 제공하고 러시아 초국수주의자들에게 생포된다. 하지만 이후 '블랙아웃' 미션에서 소프 일행에 의해 구출된다.(후에 모던워페어2, 모던워페어3 에 나와 많은 도움을 준다)
- 카마로프 병장(러시아어: Kamalov) : '블랙 아웃', '아버지의 죄', '게임 끝' 미션에서 등장하는 러시아 정부군의 병장. 항상 AK-47 척탄병(유탄발사기)을 가지고 다니며, '블랙 아웃' 미션에서는 S.A.S에게서 계속 도움을 받으려고 하다가 가즈 에게 크게 혼이 났다. 그러나 맨 마지막 '게임 끝' 미션에서 S.A.S 제 22연대의 생존자인 소프를 구해준다. 모던워페어3에서는 마카로프에게 죽임을 당한다.

### 저항군
- 칼레드 알아사드 (Kahled Al-Asad) : 쿠데타를 일으켜 알푸라니 대통령을 공개처형하고, 미국과 전쟁을 벌인다. 하지만 그 배후에는 이므란 자카예프가 있다. '은신처' 미션에서 프라이스 대위에게 사살당한다.
- 이므란 자카예프 (Imran Zakhaev) : 알아사드를 뒤에서 조종하는 인물이며, 러시아 반군(초국수주의자)의 수장이다. 프라이스가 쏜 총에 맞아 한 쪽 팔을 잃었다. '아버지의 죄' 미션에서 자신의 아들 빅토르 자카예프가 죽자, 분노한 나머지 미국 동부 지역에 핵미사일을 발사한다. 하지만 핵미사일은 소프 일행에 의해 공중분해되었고, '게임 끝' 미션에서 소프에게 죽임을 당한다. 모던워페어2 에서는 러시아의 영웅으로 그의 동상이 세워지고 그의 이름을 딴 공항이 세워진다. (이 미션이 러시아어 사용금지 미션의 장소이며 마카로프의 공항테러로 미국과 러시아의 전쟁이 벌어진다)
- 빅토르 자카예프 (Victor Zakhaev) : 이므란 자카예프의 아들이며, 러시아 초국수주의자 군 사령관이다. '아버지의 죄' 미션에서 옥상에서 생포되기 전 권총으로 자살한다.(빅토르 자카예프 캐릭터는 영화 에너미 라인스의 블라디미르 매쉬코프가 연기한 샤샤라는 캐릭터를 모티브로 만들어졌다.)

#### 리마스터판 한정 등장인물
- 블라디미르 마카로프 (Vladimir Makarov) : 후속작 콜 오브 듀티: 모던 워페어 2에서 첫 출연한 인물이자 리마스터판 한정으로 등장하는 인물로 이므란 자카예프의 운전수 역할이다. 이스터 에그로 '원 샷 원 킬'에서 사살이 가능하며 사살할 경우 "미래가 바뀌었습니다"라는 알림과 함께 "시간의 모순"이라는 과제가 달성된다.
- 유리 (Yuri) : 후속작 콜 오브 듀티: 모던 워페어 3에서 첫 출연한 인물이자 리마스터판 한정으로 등장하는 인물로 저항군의 일원이다. 이스터 에그로 '원 샷 원 킬'에서 사살할 경우 아군 사살로 처리되어 게임 오버된다.

## 후속작
스토리가 이어지는 콜 오브 듀티 : 모던 워페어 2가 2009년 11월 10일에 PC, PS3, 엑스박스 360의 3가지 버전이 동시에 발매되었다. 이후 2011년 11월 8일에 콜 오브 듀티 : 모던 워페어 3이 PC, PS3, 엑스박스 360, Wii의 4가지 기종으로 발매되었다.

## 리마스터
2016년 11월 4일, 콜 오브 듀티: 인피니트 워페어의 부록으로서 리마스터판이 출시되며 예약 구매자들에 한해서 한 달 일찍인 2016년 10월 4일에 발매되었다.

## 평가
| 통합 점수      | 통합 점수                                           |
| 통합사         | 점수                                                |
| -------------- | --------------------------------------------------- |
| 메타크리틱     | (X360) 94/100 (PS3) 94/100 (PC) 92/100 (Wii) 76/100 |
| 평론 점수      |                                                     |
| 평론사         | 점수                                                |
| 유로게이머     | 9/10                                                |
| 게임 인포머    | 10/10                                               |
| 게임프로       | [ 9 ]                                               |
| 게임스팟       | 9/10                                                |
| 게임스파이     | [ 11 ]                                              |
| 게임트레일러스 | 9.4/10                                              |
| IGN            | 9.4/10                                              |
| OXM (US)       | 10/10                                               |
| 엑스플레이     | [ 15 ]                                              |

| 수상                                   | 수상                                                                        |
| 평론사                                 | 수상                                                                        |
| -------------------------------------- | --------------------------------------------------------------------------- |
| Game Critics Awards                    | Best Action Game                                                            |
| GameSpot                               | Best Graphics, Best Shooter, Best Xbox 360 Game, Best PlayStation 3 Game    |
| 게임트레일러스                         | Best Graphics, Best PS3 Game                                                |
| GamePro                                | Best Overall Game of the Year                                               |
| IGN                                    | Best Xbox 360 Game, Best Shooter of 2007                                    |
| GameSpy                                | Best PS3 Game, Best Xbox 360 Game, Best PC Game, Game of the Year           |
| X-Play                                 | Best Shooter, Best Sound Design                                             |
| Spike Video Game Awards                | Best Shooter, Best Military Game                                            |
| Academy of Interactive Arts & Sciences | Action Game of the Year, Console Game of the Year, Overall Game of the Year |
| Golden Joystick Awards                 | Game of the Year                                                            |